# Corporazione proprietaria
Con il termine corporazione proprietaria si intende una teoria economica, sviluppata durante il fascismo,  in cui la corporazione diventa proprietaria dell'azienda in cui opera.

## Definizione
Il concetto di corporazione proprietaria nasce da un'idea di Ugo Spirito, espressa per la prima volta durante il II Convegno di studi sindacali e corporativi tenutosi a Ferrara nel maggio del 1932.
(Ugo Spirito, Memorie di un incosciente p. 190, Rusconi, Milano, 1977)
Con corporazione proprietaria si intende quindi il prodotto della trasformazione di una società anonima di capitali in corporazione, passando dallo status giuridico di azienda privata a quello di istituto di diritto pubblico, in modo da costringere il capitale ad uscire dal circuito decisionale per essere relegato in quello passivo ed esterno della semplice partecipazione all'utile.
Tale trasformazione doveva portare a due conseguenze:
- il passaggio del controllo del capitale dagli azionisti, soggetto passivo in ottica di produttività e lavoro, ai lavoratori dell'azienda;
- il trasferimento dei mezzi di produzione, e quindi della proprietà stessa dell'azienda, alla corporazione.[2]

In quest'ottica vi è una  trasformazione del lavoratore in autentico protagonista dell'azienda nella quale, a parità di diritto, sono soci tutti coloro che vi esplicano un'attività produttiva e, con le parole dello Spirito stesso, il capitale passa dagli azionisti ai lavoratori che diventano:
(Ugo Spirito, Capitalismo e corporativismo, 1934.)
La proposta rientrava quindi da una parte nella continuazione della concezione fascista di collaborazione di classe (in opposizione alla lotta di classe marxista ed al liberalismo capitalista), eliminando la distinzione tra datore di lavoro e lavoratore dipendente; dall'altra nella spinta in senso pubblicistico della proprietà, secondo i principi dello Stato etico gentiliano, prospettando un progressivo esaurimento della proprietà privata nell'esercizio pubblico dell'azienda. Quest'ultima concezione era insita nella concezione gentiliana del rapporto tra individuo e Stato, compartecipi di una medesima entità, in quanto lo Stato corporativo organizza e disciplina al suo interno tutta la vita della società.
La corporazione proprietaria, inoltre, si inserisce nella concezione ideologica del fascismo in ambito lavorativo ed economico riferendosi all'articolo VII della Carta del Lavoro:
(Arnaldo Mussolini, Commento alla Carta del Lavoro Istituto Editoriale Scientifico, Milano, 1928.)
(Ugo Spirito, Individuo e Stato nell'economia corporativa, relazione al II Convegno di Studi sindacali e corporativi, Ferrara, maggio 1932)
Con la corporazione proprietaria, Spirito intendeva creare uno degli strumenti capaci di contrastare e vincere la lotta contro marxismo e capitalismo, dando luogo ad una "Nazione di produttori" che si autodisciplini attraverso il sistema appunto delle corporazioni, invece di vivere una lotta sociale e di classe continua e senza fine, che facessero coincidere l'interesse individuale con quello nazionale e comunitario grazie all'appartenenza di tutti i lavoratori stessi agli organi d'azienda.

### Nella Repubblica Sociale Italiana
Il concetto di corporazione proprietaria venne ripreso durante la Repubblica Sociale Italiana, quando venne teorizzata e tentata la socializzazione delle imprese.

## Opinioni e reazioni

### Critiche tecniche
La corporazione proprietaria conterrebbe, secondo alcuni, inevitabili imperfezioni tecniche derivanti dal suo essere una elaborazione teorica: ad esempio, laddove si suggerisce la "cointeressenza obbligatoria" dei lavoratori agli utili dell'impresa, avviene che, durante le depressioni economiche, il lavoratore coinvolto nella gestione secondo una quota gerarchica legata al grado produttivo della sua azienda, subirebbe i danni derivanti in termini di salario senza poter applicare strumenti correttivi.

### Reazioni politiche
A scanso dell'immagine del fascismo estraneo ad ogni critica o dibattito, la sinistra fascista si trova divisa, riguardo alla corporazione proprietaria, in due principali schieramenti: quello dei  teorici, ossia i corporativisti (Spirito, Arnaldo Volpicelli, Nello Quilici ad esempio), ed i pragmatici, ossia i sindacalisti (Luigi Razza, Pietro Capoferri, Lanzillo, Giampaoli, Bagnasco ad es.)
Benito Mussolini fu entusiasta dell'idea concepita da Spirito, dando a tale entusiasmo un gesto di pubblico ed ufficiale apprezzamento sulle pagine de Il Popolo d'Italia, spazzando via ogni ipotesi di estremizzazione "comunista" del fascismo fatta da parte borghese.
(Benito Mussolini)
Giuseppe Bottai, solitamente inserito tra le file del fascismo di sinistra ma, in realtà, sempre legato agli ambienti della destra e della borghesia (legame con i quali si vedrà in occasione dell'Ordine del giorno Grandi); riteneva infatti che lo Stato non dovesse occuparsi di politica economica né entrare direttamente nelle scelte aziendali, ritenendosi completamente estraneo al totalitarismo, in una accezione fondamentalmente liberale dell'economia.
La sinistra sindacale fascista si trovò su posizioni contrastanti con il concetto di corporazione proprietaria a causa di un arroccamento di tipo ideologico: rimasti su posizioni classiste nel passaggio dal socialismo eterodosso al fascismo, i maggiori esponenti pre-rivoluzionari del sindacalismo fascista (Lanzillo, Giampaoli, Bagnasco, ecc.) videro il progetto di annullare il sindacalismo nel corporativismo come un progetto reazionario, rimanendo ancorati alla concezione della lotta di classe come uno scontro benefico per gli interessi individuali e nazionali.
Gli antifascisti hanno commentato nel tempo la corporazione proprietaria in maniera difforme: da una parte in maniera negativa, come "Strumento tecnico della reazione"., dall'altra positiva, accreditandola come parte di un insieme di "spinte serie"